# Jesse Kerrison
Jesse Kerrison, né le 3 avril 1994 à Melbourne, est un coureur cycliste australien.

## Biographie
Fin 2014, il gagne la première étape du Tour du lac Taihu et signe un contrat avec l'équipe BMC Development.
En 2015, il se classe troisième du championnat d'Australie du critérium espoirs.
Il rejoint State of Matter MAAP en 2016, puis IsoWhey Sports-Swiss Wellness en 2017, où il ne reste que trois mois. Il arrête sa carrière de coureur à l'issue de la saison 2017.

## Palmarès sur route

### Par années
- 2011
  - 2e du championnat d'Australie sur route juniors
- 2013
  - 2e étape du North Western Tour
  - 4e étape du Tour of the Murray River
  - 6e étape du Tour du lac Taihu
- 2014
  - 3e étape de l'Adelaide Tour
  - 2e étape de la Battle on the Border
  - Tour of the Murray River :
    - Classement général
    - 2e et 7e étapes

  - 2e et 7e étapes du Tour of the Great South Coast
  - 2e et 3e étapes du Tour du Gippsland
  - 1re étape du Tour du lac Taihu
  - Tour of Yancheng Coastal Wetlands
  - 2e du Tour of the Great South Coast
- 2015
  - 3e du championnat d'Australie du critérium espoirs
- 2016
  -  Champion d'Australie du critérium espoirs
  - 1re étape du Tour de Kumano
  - 1re étape du Tour of the Great South Coast
  - 4e étape du Tour de Tasmanie
  - Noosa International Criterium
  - 2e de la Battle on the Border

### Classements mondiaux
| Année            | 2014 | 2015   | 2016 |
| ---------------- | ---- | ------ | ---- |
| UCI Asia Tour    | 14e  |        | 350e |
| UCI Europe Tour  |      | 1 205e |      |
| UCI Oceania Tour |      |        | 109e |

## Palmarès sur piste

### Championnats d'Australie
- 2012
  - 2e de la poursuite par équipes
  - 3e de l'américaine juniors